# Vernoniopsis
Vernoniopsis là một chi thực vật có hoa trong họ Cúc (Asteraceae).

## Loài
Chi Vernoniopsis gồm các loài: